# Güije
El Güije, también conocido como Jigüe o Chichiricú es un tipo de  duende característico de la cultura cubana del Caribe. 
Este ser se representa como diminuto, de grotescas facciones, ojos saltones y muy escurridizo. Se dice que habita en ríos y charcas muy intrincadas, y en las noches aparecen para asustar a los viajeros. Siempre andan desnudos o cubiertos con bejucos. El Güije aparece en la literatura cubana, la música, las artes plásticas, filmes, series infantiles y dibujos animados.

## El güije en el arte y la publicidad
Es de todos los géneros, y su imagen ha sido usada para enarbolar mensajes a favor del medio ambiente y en la educación infantil. Sobre ellos se han realizado dibujos animados e historietas como “Kukuy”, series infantiles como “El Camino de los Juglares”, y han aparecido en películas como “Viva Cuba”. Ha sido también fuente de inspiración para escritores cubanos como Julia Calzadilla en su libro "Los Chichiricú del Charco de la Jícara".

En su obra poética "West Indies Ltd." (La Habana, 1934), el poeta afro-cubano Nicolás Guillén publica una "Balada del Güije", texto terrorífico que podría interpretarse como una advertencia a los niños que no acatan los buenos consejos de sus padres.

## Leyenda del güije
Sobre los Güijes hay muchas leyendas. Existen varias versiones sobre su aparición en la cultura cubana. Siempre se habla de un negrito cabezón, feo, con una gran boca, ojos saltones y el pelo enmarañado. Algunos lo describen como un duende protector de las plantas y animales del monte, y que impone severos castigos a quienes maltratan la naturaleza. Gustan de comer golosinas aunque se dice que llegan a devorar personas y animales. Andan desnudos o cubiertos de bejucos y guano, viven en ríos y charcas. Muchos campesinos aseguran que solamente de noche salen los Güijes a asustar al caminante. Cuentan algunas leyendas que estos seres son muy enamorados y que acostumbran a hostigar a las muchachas hermosas que van a los ríos a bañarse o a lavar.

### Supersticiones
Existen varias versiones sobre la forma en que aparecen los güijes. Se cuenta que con doce hombres llamados Juan (Doce Juanes), a las doce de la noche se puede cercar y atrapar a estos duendes. Otra versión asegura que al darle doce vueltas a una ceiba, siempre a las doce de la noche, podemos invocar a un Güije y este sale corriendo o ataca a la persona que lo invoca.